# Сборная Соединённого Королевства по футболу
Сборная Соединённого Королевства по футболу (англ. United Kingdom national football team) — национальная футбольная сборная Великобритании, которая представляла Великобританию в товарищеских матчах.